# Джордж III
Джордж III (на английски: George III), роден Джордж Уилям Фредерик на английски: George William Frederick), е крал на Великобритания и крал на Ирландия от 25 октомври 1760 до 1 януари 1801, а оттогава до края на живота си – първи крал на Обединеното кралство Великобритания и Ирландия. Освен това той е и херцог на Брауншвайг-Люнебург (Хановер), а на 12 октомври 1814 получава и титлата крал на Хановер. Джордж III е третият британски монарх от Хановерската династия.
При управлението на Джордж III Великобритания и Ирландия са обединени, образувайки Обединеното кралство. По същото време обаче Великобритания губи много от своите колонии в Северна Америка, които образуват нова независима федерация – Съединените американски щати (САЩ).
Джордж III страда от умствено заболяване, считано днес за следствие от порфирия. След поредната криза през 1811 г. най-големият му син Джордж, принц на Уелс, започва да управлява като принц-регент. След смъртта на баща си той го наследява под името Джордж IV.

## Произход и ранни години
Джордж е роден в Норфолк Хаус в Лондон. Той е син на уелския принц Фредерик и внук на крал Джордж II. Негова майка е принцесата на Уелс Августа фон Сакс-Гота-Алтенбург.
Взаимоотношенията между Джордж и баща му Фредерик са изключително лоши. Вследствие на това в първите си години малкият принц Джордж е изолиран от двора. През 1751 Фредерик умира, като по онова време принц Джордж носи титлата херцог на Единбург. Със смъртта на баща си той става престолонаследник и получава титлата принц на Уелс. Майка му, овдовялата принцеса на Уелс, няма доверие на свекъра си крал Джордж II и държи престолонаследника далеч от дядо му.
Силно влияние в детските години върху Джордж III оказва Джон Стюарт, граф Бют, който по-късно става министър-председател на Великобритания.

## Монарх (1760 – 1820)
Джордж, принц на Уелс, наследява короната след смъртта на дядо си на 25 октомври 1760.

### Брак с Шарлота фон Мекленбург-Щрелиц
След възкачването му на престола започва търсене на подходяща съпруга из европейските дворове. На 8 септември 1761 кралят се жени в Лондон за принцеса Шарлота фон Мекленбург-Щрелиц. Две седмици по-късно те са коронясани в Уестминстърското абатство.
Двамата имат петнадесет деца – девет сина и шест дъщери, повече от всички монарси в британската история. Двама от синовете му по-късно стават крале на Обединеното кралство, друг негов син става крал на Хановер, а една от дъщерите му става кралица на Вюртемберг.
Според някои твърдения, на 17 април 1759, преди брака му с Шарлота през 1761, Джордж се жени за квакерка на име Хана Лайтфут. Ако този брак е съществувал през 1761, женитбата му с Шарлота е невалидна и всички негови наследници са узурпатори. Според наличните данни обаче, легален брак с Лайтфут не е имало. През 1753 тя вече е омъжена за Айзък Аксълфорд и умира преди края на 1759 г.

### Начало на управлението
При възкачването си на престола Джордж III приема доходите от кралския домен да се използват, както Парламентът прецени, в замяна на фиксирана цивилна листа. Тази система продължава да функционира и днес. Това е първото признаване от страна на суверен на правото на парламентарен контрол върху приходите и разходите на монарха. Първоначалната цивилна листа на крал Джордж е 732 000 лири, а към края на управлението му – над 1 000 000 лири.
При предшествениците на Джордж III от Хановерската династия кралската власт и влияние са силно подкопани. Джордж I не участва активно в британската политика, предпочитайки да се концентрира върху родния си Хановер, а на Джордж II му липсва самоувереност, за да се противопостави на своите съветници. Освен това първите хановерски крале сериозно подкопават двупартийната система, противопоставяща тори и виги. Джордж I смята, че торите се противопоставят на правата му върху трона, и ги изолира от властта. Торите престават да бъдат значима политическа група и цялата власт се държи от вигите. Джордж III обаче има различна представа за своята власт. Той се опитва да увеличи собственото си влияние за сметка на това на своите министри. Тези, които подкрепят върховенството на краля, стават известни като тори, а тези, които се противопоставят на това, продължават да се наричат виги. Вигите все повече се превръщат в партия на новите търговски и промишлени кръгове в страната, като към края на управлението на Джордж III се застъпват за ограничени обществени и политически реформи.
Вигът Томас Пелъм-Холс, министър-председател при Джордж II, остава на тази длъжност до 1761. През 1762 крал Джордж III назначава на негово място Джон Стюарт, чието управление е силно благосклонно към краля. Неговите министри стават известни като „кралските приятели“.
При възкачването на Джордж III на трона Великобритания участва в Седемгодишната война. Военната политика се ръководи от Уилям Пит-старши. Великобритания, заедно с Хановер, воюват на страната на Прусия срещу няколко Велики сили, включително Австрия, Франция и Русия. През 1761 г. Испания също влиза във войната срещу Великобритания и Прусия. Оттеглянето на Русия през 1762 г. все пак довежда до сключването на Парижкия договор през 1763 г. Според него Великобритания получава цяла Нова Франция, както и Флорида, дотогава испанско владение. Въпреки териториалните придобивки през Седемгодишната война, Великобритания натрупва такива дългове, че в определен момент почти половината от националния доход отива за изплащане на лихвите по тях. Проблемите с изплащането на този дълг довеждат непряко до Американската революция.

### Конфликтът в Северна Америка
Остатъкът от 1760-те е белязан с бюрократична нестабилност, която довежда до обвиненията на вигите, че Джордж III е автократ, подобен на Чарлз I. Некомпетентният Джон Стюарт, най-вероятно назначен само заради съгласието си с възгледите на краля за кралската власт, се оттегля през 1763 г., позволявайки на вигите да се върнат на власт. След като Джордж Гренвил става министър-председател, той въвежда гербовия данък върху различни юридически документи в британските колонии в Северна Америка. Гренвил се опитва да превърне Джордж III в проста марионетка. Кралят настоява пред Уилям Пит-старши да поеме поста на министър-председател, но без успех. Тогава той се спира на Чарлс Уотсън-Уентуърт, 2-ри маркиз на Рокингам, и освобождава Гренвил през 1765.
Лорд Рокингам отменя непопулярния гербов данък на Гренвил, но предизвиква сериозни вътрешни раздори и през 1766 е заменен с Уилям Пит, когото крал Джордж прави граф на Чатъм. Лорд Чатъм заема проамериканска позиция и критикува твърдата политика на колегите си към колониите. Самият Джордж III обаче смята, че основното задължение на колонистите е да се подчиняват на него и на Великобритания. Той е възмутен от бунтовните настроения в колониите. Лорд Чатъм заболява през 1767, оставяйки Огъстъс Хенри Фицрой, 3-ти херцог на Графтън, начело на правителството, макар че той официално става министър-председател едва на следващата година. Политически нападки го принуждават да напусне поста през 1770, позволявайки отново на торите да се върнат на власт.
Правителството на новия министър-председател Фредерик Норт е силно разтревожено от Американската революция. Американците стават все по-враждебни към британските опити да се налагат данъци на колониите. При инцидента, известен като Бостънско чаено парти, бостънската тълпа изхвърля в морето 340 сандъка с чай, протестирайки срещу Законите на Тауншенд, налагащи данъци върху чая и други вносни продукти. В отговор на това лорд Норт въвежда така наречените Наказателни закони. Бостънското пристанище е затворено и парламентарните избори в Масачузетс са отменени.
Въоръженият конфликт в Америка започва през 1775. Някои делегати на Втория континентален конгрес подготвят мирно предложение, известно като Петиция на маслиновата клонка, но когато документът пристига в Англия, боевете вече са започнали. През 1776 колониите обявяват независимостта си от Короната. В Декларацията за независимостта се издигат няколко политически обвинения срещу британския крал, законодателство и население. Сред провиненията на крал Джордж, декларацията изброява: „той се е отказал от управлението тук – плячкосва в нашите морета, опустошава нашето крайбрежие, изгаря нашите градове и разрушава живота на нашите хора“.
Джордж III е възмутен, когато научава за мнението на колонистите. Въпреки че войната започва добре за Великобритания, нещата се обръщат след капитулацията на британския генерал Джон Бъргойн при битката при Саратога. През 1778 Франция подписва договор за приятелство с новите Съединени щати. Лорд Норт се опитва да отстъпи управлението на Уилям Пит, когото счита за по-способен, но Джордж III не иска и да чуе такива предложения. Кралят предлага лорд Чатъм да стане министър в администрацията на лорд Норт, но той отказва да сътрудничи и умира по-късно същата година. Джордж III се оказва във война с Франция, а през 1779 вече и с Испания.
Въпреки съветите на собствените си министри Джордж III упорито се опитва да продължи конфликта с бунтовниците в Америка. Гренвил Ливисън-Гауър и Томас Тайн последователно се оттеглят, за да не бъдат свързвани с войната. Лорд Норт съобщава на Джордж III, че мнението му съвпада с това на неговите колеги, но остава на поста си до 1782 г.
През 1781 до Лондон достига новината за капитулацията на британския генерал Чарлс Корнуолис. Джордж III се примирява с поражението в Северна Америка и започва преговори за мир. Парижкият договор и свързаният с него Версайски договор са ратифицирани през 1783 г. С първия договор Великобритания признава Съединените щати, а с втория връща Флорида на Испания и предоставя на Франция достъп до водите на Нюфаундленд.

### Конституционни противоречия
След загубата на колониите са направени няколко промени в британската правителствена структура. От 1660 има двама главни служители в кабинета, наричани държавен секретар на Южния департамент и държавен секретар на Северния департамент. Първият е отговорен за Южна Англия, Ирландия и връзките с непротестантските европейски държави, а вторият – за Северна Англия, Шотландия и връзките с протестантските държави в Европа. Първоначално държавният секретар за Южния департамент отговаря и за отношенията с колониите, но през 1768 тези функции са прехвърлени на държавния секретар на колониите. След загубата на Северна Америка и трите поста са премахнати. Те са заменени с два нови: държавен секретар на външните работи и държавен секретар на вътрешните работи.
През 1782 г. след дванайсетгодишна служба приключва управлението на лорд Норт. Вигът лорд Рокингам става министър-председател за втори път, но умира няколко месеца по-късно. Кралят избира за негов наследник Уилям Пети, граф Шелбърн. Чарлс Джейм Фокс отказва да остане в неговия кабинет и настоява за назначаването на Уилям Хенри Кавендиш-Бентинк, 3-ти херцог на Портланд. През 1783 Камарата на представителите принуждава лорд Шелбърн да освободи поста. Херцогът на Портланд става министър-председател, но реалното управление е в ръцете на Фокс и лорд Норт, съответно държавни секретари на външните и вътрешните работи.
Джордж III е недоволен от натиска върху него да назначава министри, които не харесва, но правителството на Портланд бързо събира мнозинство в Камарата на представителите и става трудно да бъде свалено. Крал Джордж силно се противопоставя на предложения от правителството Закон за Индия. Веднага след приемането му от Камарата на представителите, той уведомява Камарата на лордовете, че ще счита всеки пер, гласувал за закона, като свой противник. На 17 декември 1783 проектът е отхвърлен от лордовете. На следващия ден кабинетът на Портланд е освободен и министър-председател става Уилям Пит-младши. Джолдж III разпуска Парламента през март 1784 и последвалите избори затвърждават позициите на Пит.

### Уилям Пит
За Джордж III назначаването на Уилям Пит е сериозна победа. Според краля събитията показват, че той все още има възможност да назначава министър-председателите, без да разчита на никоя от парламентарните групи. При управлението на Пит крал Джордж с готовност подкрепя много от неговите политически проекти. За да подпомогне Пит, той създава с безпрецедентна честота нови перски титли. Новите перове наводняват Камарата на лордовете и позволяват на Пит да поддържа твърдо мнозинство.
При управлението на Пит Джордж III е извънредно популярен. Обществеността подкрепя изследователските пътешествия към Тихия океан, подкрепени от него. Той също така подпомага Кралската академия по изкуствата с щедри дарения от личните си средства. Британците се възхищават на своя крал, оставащ верен на своята съпруга, за разлика от двамата предишни хановерски монарси. Важни стъпки са направени в областта на науката и промишлеността.
За сметка на това, личното здраве на Джордж III е в лошо състояние. Той страда от умствено заболяване, което днес най-често се счита за порфирия. Неотдавнашни изследвания на проби от косата на краля показват необичайно високо съдържание на арсен, възможен катализатор на болестта. Кралят и по-рано получава кратък пристъп през 1765, но през 1788 започва една по-дълга криза. Макар и болен, през лятото на 1788 г. крал Джордж е в достатъчно добра форма, за да отложи парламентарната сесия от 25 септември за 20 ноември. Междувременно обаче той получава пристъп на силно умопомрачение, което застрашава живота му. Когато Парламентът се събира през ноември, кралят не е в състояние да открие работата му и съгласно обичая да съобщи дневния ред на предстоящата законодателна сесия. Според отдавна установена практика, Парламентът не може да започне работа, преди кралят да произнесе тронното слово, но депутатите пренебрегват традицията и започват да обсъждат създаването на регентство.
Чарлс Джеймс Фокс и Уилям Пит влизат в спор кой да бъде регент за времето на лудостта на краля. Макар че и двете страни са съгласни, че най-приемливо е да бъде назначен най-възрастният син на Джордж III и престолонаследник – принцът на Уелс, те не са съгласни за основанията за регентството. Според Фокс уелският принц има пълно право да действа от името на лудия си баща. Пит настоява Парламентът да назначи регента.
Процедурата се забавя още повече, поради споровете около легитимността на самия Парламент, тъй като сесията му не е открита официално от суверена. Пит предлага решение, базирано на една неясна правна фикция. Според установената практика по това време, суверенът може да делегира много свои функции на лорд-комисари чрез патентно писмо, подпечатано с Великия печат. Предложението е пазителят на Великия печат, лорд-канцлерът, да постави печата без съгласието на суверена. Въпреки че това е незаконно, би било невъзможно да се оспорва валидността на патентното писмо, тъй като наличието на Великия печат би било решаващо в съда.
Вторият син на Джордж III, принц Фредерик, отхвърля предложението като „неконституционно и незаконно“. Независимо от това са назначени лорд-комисари и Парламентът е открит. През февруари 1789 г. в Камарата на представителите е гласуван Закон за регентството, даващ на принца на Уелс правомощия да действа като принц-регент. Но преди Камарата на лордовете да успее да гласува закона, Джордж III се възстановява от болестта си под грижите на доктор Франсис Уилис. Той потвърждава валидността на действията на лорд-комисарите, но възстановява контрола си върху управлението.

### Наполеонови войни
Популярността на Джордж III отново нараства след възстановяването му. Френската революция, която премахва монархията във Франция, притеснява много британски земевладелци. През 1793 г. Франция обявява война на Великобритания и Джордж III се превръща в символ на британската съпротива. Той оставя Уилям Пит да повиши данъците, мобилизира армията и отменя привилегиите на закона за habeas corpus за времето на войната.
Колкото и добре подготвена да е Великобритания, Франция е по-силна. Първата коалиция, включваща Австрия, Прусия и Испания, е разгромена през 1798 г. Втората коалиция, включваща Австрия, Русия и Османската империя, също претърпява поражение през 1800 г. Само Великобритания продължава да се съпротивлява на Наполеон Бонапарт, френският военен диктатор.
След 1800 г. кратко затишие във военните действия дава възможност на Пит да се концентрира върху Ирландия, където през 1798 г. започва въстание. Парламентът гласува Акт за обединение от 1800 г., който влиза в сила на 1 януари 1801 г. Той обединява Великобритания и Ирландия в една държава, наречена Обединено кралство Великобритания и Ирландия. Крал Джордж използва тази възможност, за да се откаже от претенциите върху френския трон, които английските и британските суверени поддържат от времето на Едуард III. Той отказва предложението да приеме титлата „император на британските и хановерски владения“.
След Обединението, Уилям Пит се опитва да премахне някои законови ограничения, наложени на католиците. Изправен пред силната съпротива на краля и общественото мнение, той заплашва с оставка. По това време кралят получава нова криза, но бързо се възстановява. На 14 март 1801 г. Уилям Пит официално е заменен от Хенри Адингтън, дотогава спикер на Камарата на представителите. Тъй като Адингтън е негов близък приятел, Пит остава като негов личен съветник. Управлението на Адингтън е особено незабележително, не са предприети почти никакви реформи, нито са предприети нови действия. Всъщност страната силно се противопоставя на всяка идея за реформи, след неотдавнашната кървава революция във Франция. Въпреки че се застъпва за пасивно поведение в Обединеното кралство, общественото мнение настоява за решителни действия в Европа, които Адингтън не успява да предложи. През октомври 1801 г. той сключва мир с Франция, а през 1802 г. подписва Договора от Амиен.
Джордж III нарича мира с Франция „експериментален“. През 1803 г. двете страни отново влизат във война. През 1804 г. кралят за пореден път е засегнат от своята болест. Скоро след възстановяването си той установява, че Хенри Адингтън е силно непопулярен във военновременната ситуация. Обществеността има по-голямо доверие в Уилям Пит, който се опитва да включи Чарлс Джеймс Фокс в ново правителство, но Джордж III отказва. Кралят не харесва Фокс, който по-рано окуражава престолонаследника принц Джордж да води екстравагантен и разточителен начин на живот. Уилям Уиндъм Гренвил е обиден на Фокс и отказва да се включи в кабинета.
Уилям Пит се концентрира върху формирането на коалиция с Австрия, Русия и Швеция. Третата коалиция не постига по-голям успех от първите две и се разпада през 1805. Нашествието на Наполеон изглежда неизбежно, но тази възможност е отстранена, след като вицеадмирал Нелсън постига забележителна победа в битката при Трафалгар и разгромява френската флота.
Проблемите в Европа се отразяват на здравето на Уилям Пит и той умира през 1806 г., с което отново възниква проблемът със състава на кабинета. Лорд Гренвил става министър-председател и неговият „кабинет на всички таланти“ включва и Чарлс Джеймс Фокс. Кралят е крайно недоволен, че е принуден да се съгласи с това назначение. След смъртта на Фокс през септември 1806 г. кралят и кабинетът влизат в открит конфликт. Правителството предлага на католиците да се позволи да служат в армията. Крал Джордж не само им нарежда да се откажат от тази мярка, но и да се задължат писмено да не предлагат подобни мерки в бъдеще. Министрите се съгласяват да се откажат от предложението, но отказват да се обвържат за в бъдеще. През 1807 те са отстранени и номинален министър-председател става херцогът на Портланд, като реалната власт се дължи от Спенсър Пърсивал, канцлер на хазната (финансов министър). Парламентът е разпуснат и изборите дават на кабинета голямо мнозинство в Камарата на представителите. До края на управлението си Джоррдж III не взема други важни политически решения. Замяната на херцога на Портланд с Пърсивал няма реални последствия.

### Последни години
През 1810 г. болестта на Джордж III силно се влошава, може би вследствие на смъртта на любимата му най-малка дъщеря принцеса Амелия. През 1811 г. кралят вече е постоянно луд. Парламентът гласува Акт за регентство от 1811, кралското съгласие за който е дадено от лорд-комисари, назначено по същата нередовна процедура, използвана през 1788. Принцът на Уелс е регент до края на живота на Джордж III.
През 1812 е убит Спенсър Пърсивал – единственият британски министър-председател, който умира по този начин. На негово място идва Робърт Банкс Дженкинсън, втори граф на Ливърпул, под чието ръководство е постигната британската победа в Наполеоновите войни. Последвалият Виенски конгрес довежда до значителни териториални придобивки за Кралство Хановер, което е издигнато от курфюрство в кралство.
Междувременно здравето на Джордж III се влошава още повече. Той умира в замъка Уиндзор през 1820 г., сляп, глух и луд. При смъртта си Джордж III е живял над осемдесет години и е управлявал почти шестдесет от тях – и в двата случая повече от всеки английски или британски монарх преди него. Двата рекорда са надминати само от кралица Виктория и Елизабет II. Джордж III е погребан в параклиса Сейнт Джордж в Уиндзор.
Джордж III е наследен на трона от най-големия си син, крал Джордж IV. След него крал става друг син на Джордж III, Уилям IV, който също умира бездетен и оставя трона на племенницата си Виктория, последен монарх от Хановерската династия.

## Наследство
Макар и изключително популярен в Британия, Джордж III е мразен от разбунтувалите се колонисти. Декларацията за независимостта го обявява за лично отговорен за политическите проблеми на Съединените щати, без да обвинява нито Парламента, нито министрите. Това е довело до американската представата за Джордж III като тиран.
Личната трагедия на монарха е предмет на филма Лудостта на крал Джордж (1994). Той се базира на пиесата Лудостта на Джордж III от Алън Бенет. Филмът описва първите пристъпи на неговото заболяване. Ролята на Джордж III се играе от Найджъл Хоторн, който получава за нея Наградата Лорънс Оливие и е номиниран за Наградата на Академията.
На площад Трафалгар в Лондон е поставена бронзова статуя на Джордж III.

## Потомство
| Име                                | Раждане           | Смърт             | Забележки |
| ---------------------------------- | ----------------- | ----------------- | --- |
| Джордж IV                          | 12 август 1762    | 26 юни 1830       | женен през 1795 за Каролина фон Брауншвайг-Волфенбутел                                                                                               |
| Фредерик, херцог на Йорк           | 16 август 1763    | 5 януари 1827     | женен през 1791 за Фредерика Пруска |
| Уилям IV                           | 21 август 1765    | 20 юни 1837       | женен през 1818 за Аделаида фон Сакс-Майнинген |
| Шарлота, кралица на Вюртемберг     | 29 септември 1766 | 6 октомври 1828   | омъжена през 1797 за Фридрих, крал на Вюртемберг |
| Едуард Огъстъс, херцог на Кент     | 2 ноември 1767    | 23 януари 1820    | женен през 1818 за Виктория фон Сакс-Кобург-Заалфелд; баща на кралица Виктория                                                                       |
| Огъста София                       | 8 ноември 1768    | 22 септември 1840 | |
| Елизабет                           | 22 май 1770       | 10 януари 1840    | омъжена през 1818 за Фридрих фон Хесен-Хомбург |
| Ернст Аугуст I, крал на Хановер    | 5 юни 1771        | 18 ноември 1851   | женен през 1815 за Фредерика фон Мекленбург-Щрелиц                                                                                                   |
| Огъстъс Фредерик, херцог на Съсекс | 27 януари 1773    | 21 април 1843     | (1) женен в противоречие със Закона за кралските бракове през 1793 за Огъста Мъри; бракът е анулиран през 1794 (2) женен през 1831 за Сесилия Бъгинс |
| Адолфъс, херцог на Кембридж        | 24 февруари 1774  | 8 юли 1850        | женен през 1818 за Аугуста фон Хесен-Касел |
| Мери                               | 25 април 1776     | 30 април 1857     | омъжена през 1816 за Уилям, херцог на Глостър |
| София                              | 3 ноември 1777    | 27 май 1848       | |
| Октавиъс                           | 23 февруари 1779  | 3 май 1783        | |
| Алфред                             | 22 септември 1780 | 20 август 1782    | |
| Амелия                             | 7 август 1783     | 2 ноември 1810    | |